# Positive Säule

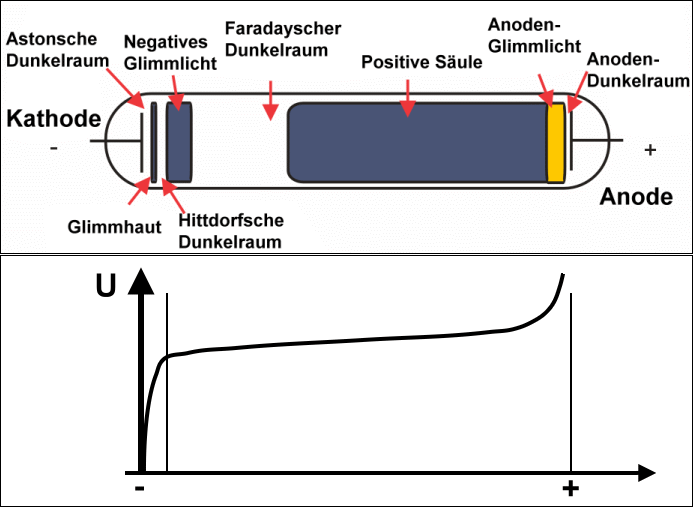
Leuchtzonen (Kathodenlicht und Positive Säule) und Spannungsverteilung in einer Niederdruck-Gasentladung mit kalten Kathoden

Die Positive Säule ist der sich selbst neutralisierende Teil einer Gasentladung; Ionisation durch Elektronenstoß und Teilchenverluste durch Diffusion stehen dabei im Gleichgewicht.
Die positive Säule liefert bei Leuchtröhren und Leuchtstofflampen den Hauptteil der Licht- bzw. Ultraviolett-Emission.
Da das Leuchten der positiven Säule bei einer Gleichstromentladung (insbesondere bei längerem Betrieb) nicht den gesamten Entladungsraum füllt, können Leuchtröhren und Leuchtstofflampen nur mit Wechselstrom betrieben werden.
Bei Glimmlampen tritt die positive Säule nicht in Erscheinung – nur die Kathode ist von der Kathodenhaut und dem negativen Glimmlicht bedeckt (siehe Glimmentladung).